# Gypona vulnerata
Gypona vulnerata är en insektsart som beskrevs av Walker 1858. Gypona vulnerata ingår i släktet Gypona och familjen dvärgstritar. Inga underarter finns listade i Catalogue of Life.